# Dylan Osetkowski
Dylan Osetkowski (* 8. August 1996 in San Diego) ist ein US-amerikanisch-deutscher Basketballspieler.

## Laufbahn
Mütterlicherseits ist Osetkowski deutscher Abstammung: Seine Großmutter kam in Bremerhaven zur Welt, seine Mutter besitzt die US-amerikanische sowie die deutsche Staatsbürgerschaft. Er spielte als Jugendlicher an der JSerra Catholic High School im kalifornischen Orange County, mit Beginn der Saison 2014/15 nahm er ein Studium an der Tulane University (Bundesstaat Louisiana) auf und bestritt bis zum Ende des Spieljahres 2015/16 65 Einsätze für deren Hochschulmannschaft. Er erzielte dabei Mittelwerte von 8,9 Punkten sowie 6,6 Rebounds.
2016 wechselte er an die University of Texas at Austin und musste während der Saison 2016/17 gemäß der Wechselbestimmungen der NCAA aussetzen. Hernach war Osetkowski Stammspieler, stand in der Saison 2017/18 bei seinen 34 Einsätzen jeweils in der Anfangsaufstellung und erzielte 13,4 Punkte sowie 7,2 Rebounds je Begegnung. 2018/19 lauteten seine Saisonwerte 11,1 Punkte und 7,2 Rebounds pro Spiel, wiederum stand Osetkowski bei all seinen Einsätzen von Anfang an auf dem Spielfeld.
In der Sommerpause 2019 unterschrieb er einen Vertrag beim deutschen Bundesligisten Ratiopharm Ulm, wurde aber umgehend an den Staffelkonkurrenten BG Göttingen ausgeliehen. Bei den „Veilchen“ war Osetkowski Leistungsträger, bis zur Unterbrechung der Saison 2019/20 aufgrund der Coronavirus-Pandemie erzielte er in 17 Bundesligaspielen im Schnitt 12,7 Punkte und 6,4 Rebounds pro Begegnung. Im Mai 2020 erhielt er die deutsche Staatsbürgerschaft. Im selben Monat stieß er zum Ulmer Aufgebot. Im Spieljahr 2020/21 stand er bei 40 Bundesliga-Einsätzen für Ulm jedes Mal in der Anfangsaufstellung, er erreichte Mittelwerte von 13,2 Punkten und 5,7 Rebounds je Begegnung.
Im Juli 2021 vermeldete der amtierende französische Meister und EuroLeague-Teilnehmer ASVEL Lyon-Villeurbanne Osetkowskis Verpflichtung. Mit ASVEL gewann er im Juni 2022 den Meistertitel in Frankreich. Hernach unterschrieb er einen Vertrag bei Unicaja Málaga aus der spanischen Liga ACB. Im Februar 2023 wurde er mit Málaga spanischer Pokalsieger und im April 2024 Champions-League-Sieger. Osetkowski gewann mit der Mannschaft anschließend im September 2024 auch den Intercontinental Cup und wurde als bester Spieler des Wettbewerbs ausgezeichnet. Wenige Tage später siegte man auch im spanischen Supercup. Im Februar 2025 errang Osetkowski mit Málaga zum zweiten Mal den Sieg im spanischen Pokalwettbewerb. Im Mai 2025 gewann man erneut die Champions League.
In der Sommerpause 2025 wechselte Osetkowski zu KK Partizan Belgrad.

### Nationalmannschaft
Im Februar 2023 wurde er von Bundestrainer Gordon Herbert erstmals in die deutsche A-Nationalmannschaft berufen, musste aber wegen einer Verletzung absagen. Sein erstes Länderspiel bestritt Osetkowski im November 2024 unter Herberts Nachfolger Álex Mumbrú.

## Erfolge
- Sieger Intercontinental Cup 2024 (Auszeichnung als bester Spieler)
- Champions-League-Sieger 2024, 2025
- Spanischer Pokalsieger 2023, 2025
- Französischer Meister 2022

## Persönliches
Sein älterer Bruder Cory spielte Baseball und Basketball an der Columbia University.